# جيروم هولتزمان
جيروم هولتزمان (بالإنجليزية: Jerome Holtzman)‏ هو كاتب حول الرياضة أمريكي، ولد في 12 يوليو 1926 في شيكاغو في الولايات المتحدة، وتوفي في 19 يوليو 2008 في إيفانستون في الولايات المتحدة بسبب سكتة.